# Bandwagonesque
Albums de Teenage Fanclub
The King
(1991) Thirteen
(1993)
Bandwagonesque est un album de Teenage Fanclub, sorti en 1991.

## L'album
Il fait partie des 1001 albums qu'il faut avoir écoutés dans sa vie.

### Titres
Tous les titres sont de Norman Blake (en), sauf mentions.
1. The Concept (6:07)
2. Satan (1:22)
3. December (Gerard Love) (3:03)
4. What You Do to Me (2:00)
5. I Don't Know (Raymond McGinley) (4:36)
6. Star Sign (Love) (4:53)
7. Metal Baby (3:39)
8. Pet Rock (Love) (2:35)
9. Sidewinder (Love, Brendan O'Hare) (3:03)
10. Alcoholiday (5:26)
11. Guiding Star (Love) (2:48)
12. Is This Music? (Love) (3:18)

### Musiciens
- Norman Blake : voix, guitare
- Gerard Love : voix, basse
- Raymond McGinley : voix, guitare
- Brendan O'Hare : batterie
- Joseph McAlinden : cor d'harmonie, cordes
- Don Fleming : guitare, voix
- Dave Buchanan :claquement de mains